# Friedrich Wilhelm IV của Phổ
Friedrich Wilhelm IV (15 tháng 10 năm 1795 – 2 tháng 1 năm 1861) là vua nước Phổ từ ngày 4 tháng 6 năm 1840 cho đến khi băng hà vào ngày 2 tháng 1 năm 1861. Friedrich Wilhelm IV "có lẽ là nhà quân chủ người Đức quan trọng nhất giữa Friedrich Đại đế và Wilhelm II". Phần lớn các nhà sử học Đức thế kỷ 19 và 20, dựa trên quan điểm của thời kỳ thống nhất nước Đức thường phê phán ông như một người tài hoa nhưng không có tính cứng rắn của một nhà chính trị, cũng như là một "Nhà lãng mạn trên ngai vàng" ảo tưởng, lạc hậu. Các sử gia ngày nay đã nhìn nhận lại hình ảnh của Friedrich Wilhelm IV cho phù hợp với thời đại của ông, và khẳng định ông là một quân vương thành công hơn những gì mà lịch sử thường công nhận. Bên cạnh tính cách dễ đổi ý và thất bại chính trị của mình, Friedrich Wilhelm IV đã giữ được ngôi báu trong cơn bão cách mạng năm 1848, đồng thời bảo tồn những cấu trúc căn bản của chế độ quân chủ và định hình cho thể chế "nửa chuyên chế, nửa lập hiến" của nhà nước Phổ cho đến khi sụp đổ năm 1918.

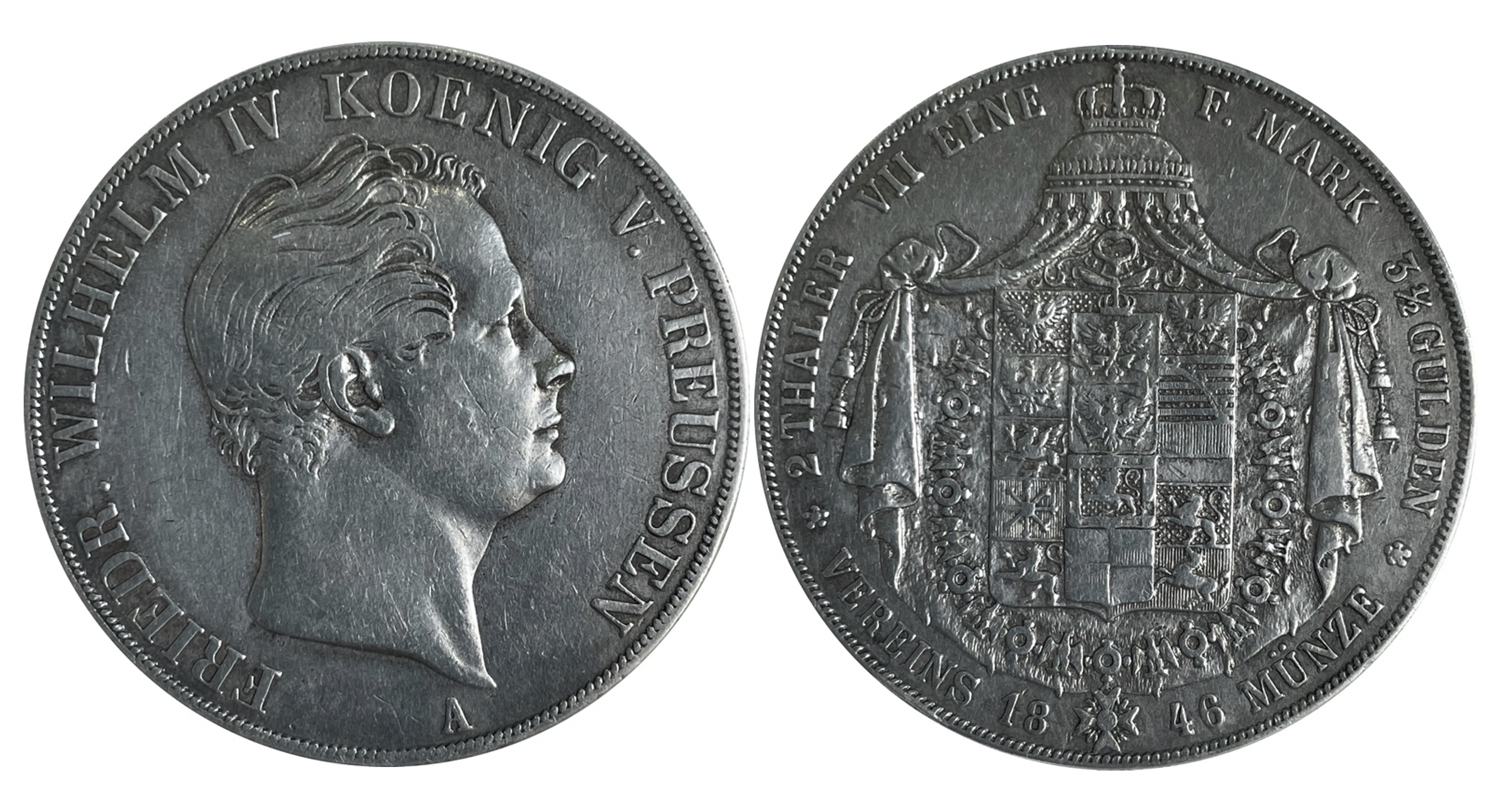
Xu bạc 2 thaler Friedrich Wilhelm IV, đúc năm 1846

Là con trưởng của vua Friedrich Wilhelm III, Friedrich Wilhelm đã thể hiện tính đa cảm quá lố, cùng với niềm đam mê kiến trúc, văn học lãng mạn và tôn giáo của mình ngay từ khi còn niên thiếu. Các cuộc chiến tranh giữa Phổ với Pháp thời Napoléon, đặc biệt là cuộc chiến năm 1813, đã khơi dậy tinh thần dân tộc của ông với mộng tưởng chủ nghĩa lãng mạn về sự hồi phục niềm vinh quang của đế quốc Đức thời Trung Cổ. Thậm chí ông còn muốn thành lập một tổ chức phòng ngự chung của người Đức và sẵn sàng chấp nhận cho Hoàng đế Áo phục ngôi Hoàng đế La Mã Thần thánh, trong khi các vua Phổ làm Tổng chỉ huy quân đội đế chế. Về chính trị, là người tin vào thần quyền của nhà vua, Friedrich Wilhelm kiên quyết chống đối chủ nghĩa tự do, dân chủ và hiến pháp. Thay vì đó, ông chủ trương xây dựng một "nhà nước Ki-tô giáo" đoàn kết chặt chẽ. Để đáp ứng những yêu cầu thay đổi xã hội Phổ thời bấy giờ, sau khi lên nối đại thống vào tháng 6 năm 1840, Friedrich Wilhelm IV đã thực hiện hàng loạt cải tổ nhằm biến đổi nhà nước và nhà thờ dựa trên ý tưởng về "nhà nước Ki-tô giáo" của ông (thành hiệp các Ủy ban Liên hiệp năm 1842, Cộng đồng chung Phúc Âm năm 1846 và Nghi viện Liên hiệp năm 1847).

## Vương thái tử
Sinh ra trong gia đình Friedrich Wilhelm III và vợ là Louise xứ Mecklenburg-Strelitz, Friedrich Wilhelm là người con trai được mẹ yêu quý nhất. Ông được giáo dục bởi các gia sư riêng, bao gồm cả nhà sử học và chính khách Friedrich Ancillon. Khi Vương hậu Louise qua đời vào năm 1810 khi Friedrich Wilhelm mới 14 tuổi, ông coi đó là sự trừng phạt của Chúa và liên hệ trực tiếp với quan điểm sống của mình. Ông tin rằng chỉ bằng cách sống một cuộc sống đẹp lòng Chúa hơn, ông mới có thể giải thoát bản thân khỏi tội lỗi mà ông cảm thấy về cái chết của bà.
Tuổi thơ của Friedrich Wilhelm rơi vào thời kỳ mà các chế độ quân chủ châu Âu phải đối mặt với thách thức cách mạng của Cách mạng Pháp. Bằng cách đặt câu hỏi về truyền thống triều đại, vụ hành quyết Louis XVI vào năm 1793 đã giúp tạo ra các điều kiện cho định hướng chính trị sau này của Friedrich Wilhelm hướng tới tính liên tục và truyền thống lịch sử. Vì có nguy cơ ông và em trai Wilhelm có thể bị quân Pháp bắt sau khi quân Phổ thua trận Jena–Auerstedt vào ngày 14 tháng 10 năm 1806, nên họ được đưa đến Königsberg ở Đông Phổ vào ngày 17 tháng 10 năm 1806. Sau khi cha mẹ họ đến vào ngày 9 tháng 12 năm 1806, họ cùng nhau chạy trốn khỏi quân đội đang tiến đến Klaipėda.

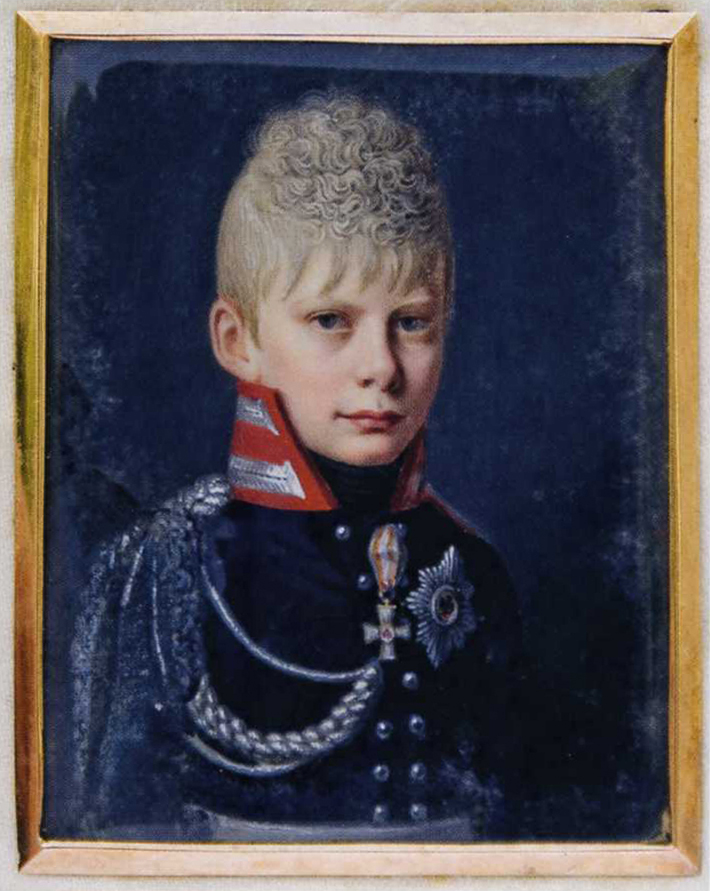
Chân dung Vương Thái tử Friedrich Wilhelm, khoảng năm 1810

Sau thất bại của Phổ và gia đình trở về Berlin, nền giáo dục của Friedrich Wilhelm được điều chỉnh nhiều hơn để chuẩn bị cho ông cai trị. Ông thường coi thường phong trào cải cách của Phổ khi đó đang được tiến hành với mục đích hiện đại hóa nhà nước từ bên trong. Gia sư của ông, Friedrich Delbrück, đã truyền cho ông sự ghê tởm đối với những người cách mạng, vì vậy ông không có thiện cảm với sự khăng khăng của Karl August von Hardenberg rằng Phổ phải được tổ chức lại thông qua một "cuộc cách mạng từ trên xuống". Đối với Friedrich Wilhelm, "chủ nghĩa chuyên chế quan liêu của một Hardenberg" có nghĩa là rời xa "nguyên tắc của các đẳng cấp xã hội" mà ông ủng hộ.
Điểm cao nhất trong thời niên thiếu của Friedrich Wilhelm là sự tham gia của ông vào các chiến dịch chống lại Napoleon trong các cuộc Chiến tranh Giải phóng của Đức 1813/1814 đã đẩy người Pháp ra khỏi Đức. Trong kinh nghiệm của mình với chiến tranh, cho thấy ông là một người lính thờ ơ, ranh giới giữa lòng yêu nước và lòng nhiệt thành tôn giáo trở nên mờ nhạt. Ông coi cuộc xung đột này là cuộc thập tự chinh chống lại các ý tưởng của Khai sáng và Cách mạng Pháp. Trong nhiều thư từ trao đổi trong thời kỳ này, Thái tử đã viết về những trải nghiệm tôn giáo bằng cách sử dụng các yếu tố của phong trào phục hưng Pietist, bao gồm trải nghiệm chủ quan về Chúa, sức mạnh của lời cầu nguyện cá nhân và sự phấn đấu của cá nhân để được cứu rỗi và cứu chuộc.
Friedrich Wilhelm là một người theo chủ nghĩa lãng mạn, và lòng sùng đạo của ông đối với phong trào này, vốn ở các nhà nước Đức có sự hoài niệm về thời Trung cổ, đã đóng một vai trò trong việc phát triển thế giới quan bảo thủ của ông ngay từ khi còn nhỏ. Năm 1815, khi ông hai mươi tuổi, Thái tử đã sử dụng ảnh hưởng của mình để xây dựng hiến pháp mới được đề xuất năm 1815, nhưng hiến pháp này chưa bao giờ được ban hành, theo cách mà tầng lớp quý tộc có đất đai sẽ nắm giữ quyền lực lớn nhất. Ông phản đối việc tự do hóa nước Đức và mong muốn thống nhất nhiều nhà nước quân chủ của nước này trong khuôn khổ mà ông coi là hợp pháp về mặt lịch sử, lấy cảm hứng từ luật pháp và phong tục cổ xưa của Đế chế La Mã Thần thánh, vốn đã bị giải thể dưới thời Napoleon vào năm 1806.

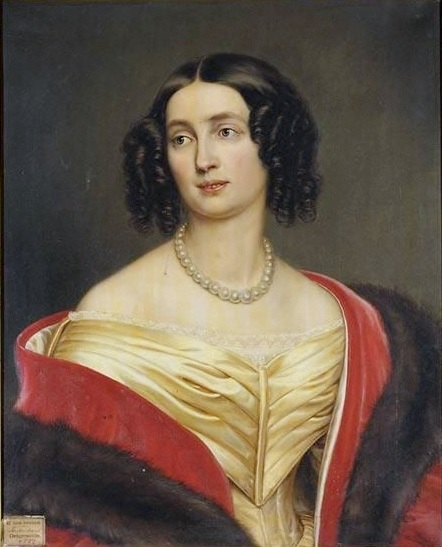
Vương hậu Elisabeth Ludovica của Phổ, tranh vẽ không xác định năm

Ông là một họa sĩ quan tâm đến cả kiến trúc và cảnh quan làm vườn và là người bảo trợ cho một số nghệ sĩ Đức vĩ đại, bao gồm kiến trúc sư Karl Friedrich Schinkel và nhà soạn nhạc Felix Mendelssohn. Năm 1823, ông kết hôn với Elisabeth Ludovika của Bavaria. Vì bà là người Công giáo La Mã, nên quá trình chuẩn bị cho cuộc hôn nhân bao gồm các cuộc đàm phán khó khăn, kết thúc bằng việc bà cải sang đạo Luther. Có hai buổi lễ cưới - một ở Munich theo nghi lễ Công giáo, và một buổi lễ trực tiếp ở Berlin. Cặp đôi có một cuộc hôn nhân hòa thuận, nhưng sau khi Louise bị sảy thai vào năm 1828, họ vẫn không có con.

## Lên ngôi
Friedrich Wilhelm trở thành vua của Phổ sau cái chết của cha mình vào năm 1840. Thông qua một cuộc hôn nhân cá nhân, ông cũng là hoàng tử có chủ quyền của Công quốc Neuchâtel (1840–1857), đồng thời là một bang trong Liên bang Thụy Sĩ và là công quốc duy nhất. Năm 1842, ông đã trao tặng khu vườn thú của cha mình tại Pfaueninsel cho Vườn thú Berlin mới, mở cửa vào năm 1844 với tư cách là vườn thú đầu tiên thuộc loại này ở Đức. Các dự án khác trong thời gian trị vì của ông - thường liên quan đến sự hợp tác chặt chẽ của ông với các kiến trúc sư - bao gồm Alte Nationalgalerie (Phòng trưng bày Quốc gia Alte) và Bảo tàng Neues ở Berlin, Cung điện Orangery ở Potsdam cũng như việc tái thiết Lâu đài Stolzenfels trên Sông Rhine và Lâu đài Hohenzollern, tại quê hương tổ tiên của triều đại đã trở thành một phần của Phổ vào năm 1850. Ông cũng đã mở rộng và trang trí lại ngôi nhà trang viên Erdmannsdorf của cha mình.
Năm 1842, theo lời khuyên của Alexander von Humboldt, ông đã thành lập một tầng lớp dân sự riêng biệt của Pour le Merite, Huân chương Pour le Mérite cho Khoa học và Nghệ thuật (Orden Pour le Mérite für Wissenschaften und Künste). Huân chương dân sự này vẫn được trao tặng cho đến ngày nay.
Việc Friedrich Wilhelm IV lên ngôi đã mang đến kỳ vọng lớn lao trong số những người theo chủ nghĩa tự do và dân tộc chủ nghĩa. Bằng cách bắt đầu triều đại của mình bằng chính sách hòa giải, vị vua mới đã đáp ứng được hy vọng của họ trong sáu tháng đầu tiên trên ngai vàng. Thông qua lệnh ân xá được ban hành vào ngày 10 tháng 8 năm 1840, tất cả "tội phạm chính trị" đều được thả tự do, các cuộc điều tra và thủ tục tố tụng có động cơ chính trị đã bị đình chỉ, và kiểm duyệt báo chí được nới lỏng.
Do những nhượng bộ này, những người theo chủ nghĩa tự do ban đầu đã bỏ qua thực tế là Friedrich Wilhelm IV không cùng quan điểm với họ. Nhà vua dự định chính sách hòa giải của mình sẽ khôi phục lòng tin vào mối quan hệ trung thành thời trung cổ-phong kiến giữa người dân Phổ và quốc vương, khiến cho việc cải cách nhà nước theo mô hình lập hiến-nghị viện của Pháp trở nên thừa thãi. Ông tin rằng ông có được mối quan hệ gần gũi với người dân của mình từ quyền ân sủng thiêng liêng, điều này mang lại cho ông "cái nhìn sâu sắc thiêng liêng về nhu cầu của thần dân". Bất kỳ sự hạn chế nào đối với quyền lực chuyên chế trên thực tế của ông dường như là sự cản trở vô trách nhiệm đối với sứ mệnh được Chúa ban cho ông.

### Chính sách tôn giáo
Friedrich Wilhelm IV là người rất sùng đạo. Chịu ảnh hưởng của Chủ nghĩa lãng mạn và phong trào phục hưng Pietist, ông hình dung ra một nhà nước Cơ đốc giáo và tin rằng chỉ có Cơ đốc giáo mới có thể bảo vệ thần dân của mình khỏi những điều không tưởng mang tính cách mạng và đảo ngược quá trình thế tục hóa, chủ nghĩa duy vật đang phát triển và các quá trình hiện đại hóa khác mà ông coi là có hại. Đối với Friedrich Wilhelm, tôn giáo và chính trị gắn bó chặt chẽ với nhau.

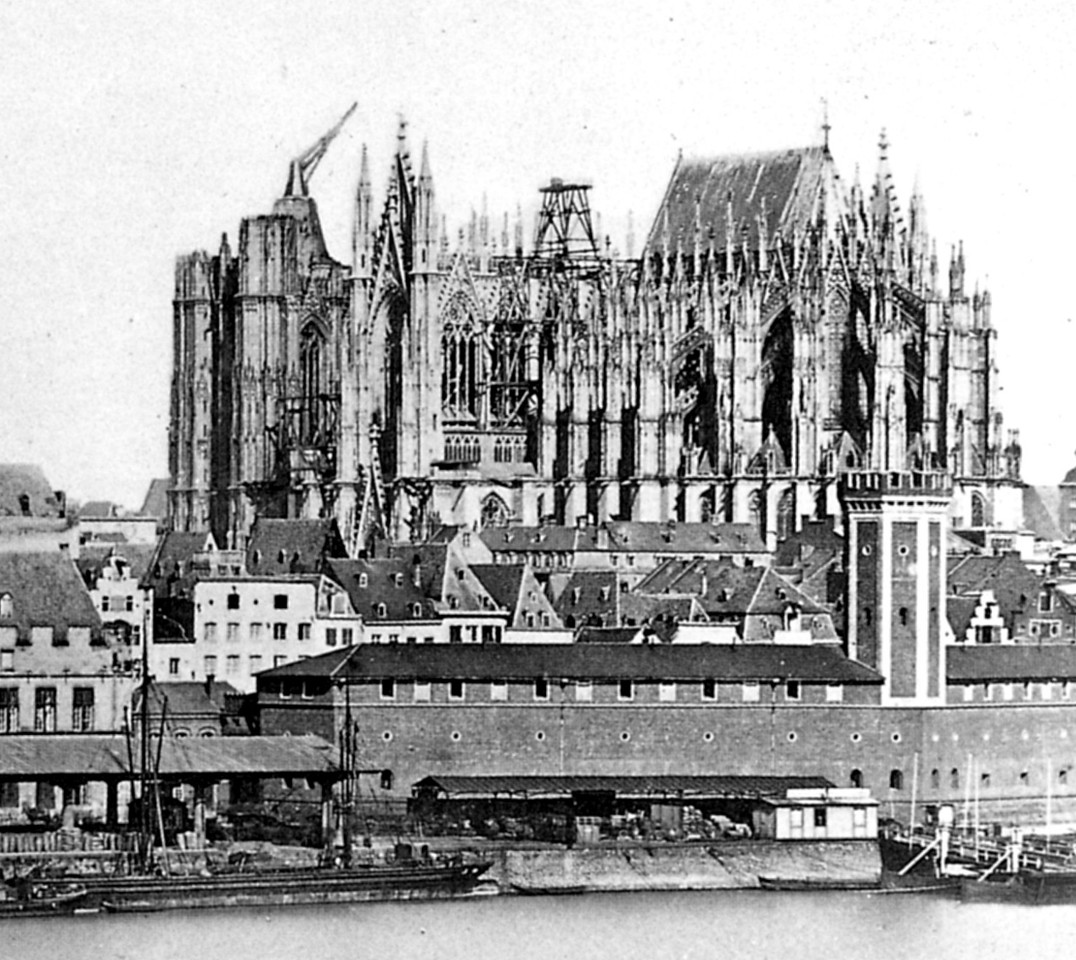
Nhà thờ chính toà Cologne năm 1856. Vua Friedrich Wilhelm IV đã thúc đẩy để hoàn thành công trình này sau hơn 600 năm kể từ khi bắt đầu xây dựng.

Ngược lại với cha mình, Friedrich Wilhelm lại có thiện cảm với Công giáo. Dưới thời Friedrich Wilhelm III vào năm 1825, Tổng giám mục Cologne đã bị bắt trong một cuộc xung đột về luật hôn nhân hỗn hợp. Để hòa giải với người dân Công giáo, Friedrich Wilhelm IV đã cho phép thành lập Hiệp hội Xây dựng Nhà thờ Cologne vào năm 1840 để thúc đẩy và tài trợ cho việc hoàn thành Nhà thờ Cologne. Một nửa nguồn tài trợ cho hiệp hội này đến từ kho bạc nhà nước Phổ. Để đàm phán với Giáo triều La Mã, vào tháng 6 năm 1840, Nhà vua đã tuyên bố rằng trong Bộ Văn hóa, ông sẽ thành lập một bộ phận phụ trách các vấn đề Công giáo, bao gồm toàn bộ các cố vấn Công giáo.
Với việc thành lập Liên hiệp các nhà thờ Phổ vào năm 1817, trong đó những người theo đạo Calvin và Luther đã hợp nhất, cha của Friedrich Wilhelm đã tạo ra một tổ chức dành cho tất cả những người theo đạo Tin lành trong vương quốc của mình, tổ chức này trực tiếp phụ thuộc vào quốc vương với tư cách là summus episcopus (giám mục cao cấp). Để đáp lại, những người Lutheran Cổ đã thành lập nhà thờ riêng của họ vào năm 1830, tuyên bố đại diện cho Giáo hội Lutheran "thực sự", và do đó đã phải chịu sự đàn áp của nhà nước. Năm 1845, Friedrich Wilhelm đã dỡ bỏ lệnh cấm thành lập các nhà thờ Lutheran Cổ và thả các mục sư bị cầm tù.

### Vấn đề hiến pháp
Là một phần trong chính sách hòa giải của mình, Friedrich Wilhelm IV quan tâm đến việc tìm ra giải pháp cho vấn đề hiến pháp cho Phổ. Cốt lõi triết lý chính trị của ông là học thuyết về quốc gia hữu cơ của các điền trang trong vương quốc, dựa trên các triết gia như Friedrich Schlegel, người đã viết vào năm 1805: "Hiến pháp duy nhất tồn tại lâu dài là chế độ quân chủ của các điền trang, được điều chỉnh bởi các giáo sĩ và giới quý tộc, và đó cũng là hiến pháp lâu đời nhất và tốt nhất." Theo quan điểm của "những người lãng mạn chính trị", cấu trúc của các điền trang đã tính đến sự bất bình đẳng tự nhiên của con người. Các cá nhân nên hoàn thành các nhiệm vụ và bổn phận phục vụ lợi ích của toàn xã hội ở nơi mà Chúa giao cho họ. Trong vấn đề hiến pháp của Phổ, Friedrich Wilhelm IV không đấu tranh để hiện thực hóa chế độ quân chủ lập hiến mà là một nhà nước do các điền trang Cơ đốc giáo cai trị. Ông đã nói rõ điều này với thống đốc của tỉnh Phổ không lâu sau khi đăng quang:
Trẫm cảm thấy mình [là vua] hoàn toàn nhờ ân sủng của Chúa và sẽ cảm thấy như vậy với sự giúp đỡ của Người cho đến cuối đời. Không hề ghen tị, tôi để lại sự lộng lẫy và sự giả tạo cho những cái gọi là hoàng tử lập hiến, những người đã trở thành hư cấu, một khái niệm trừu tượng đối với người dân thông qua một tờ giấy [một hiến pháp].

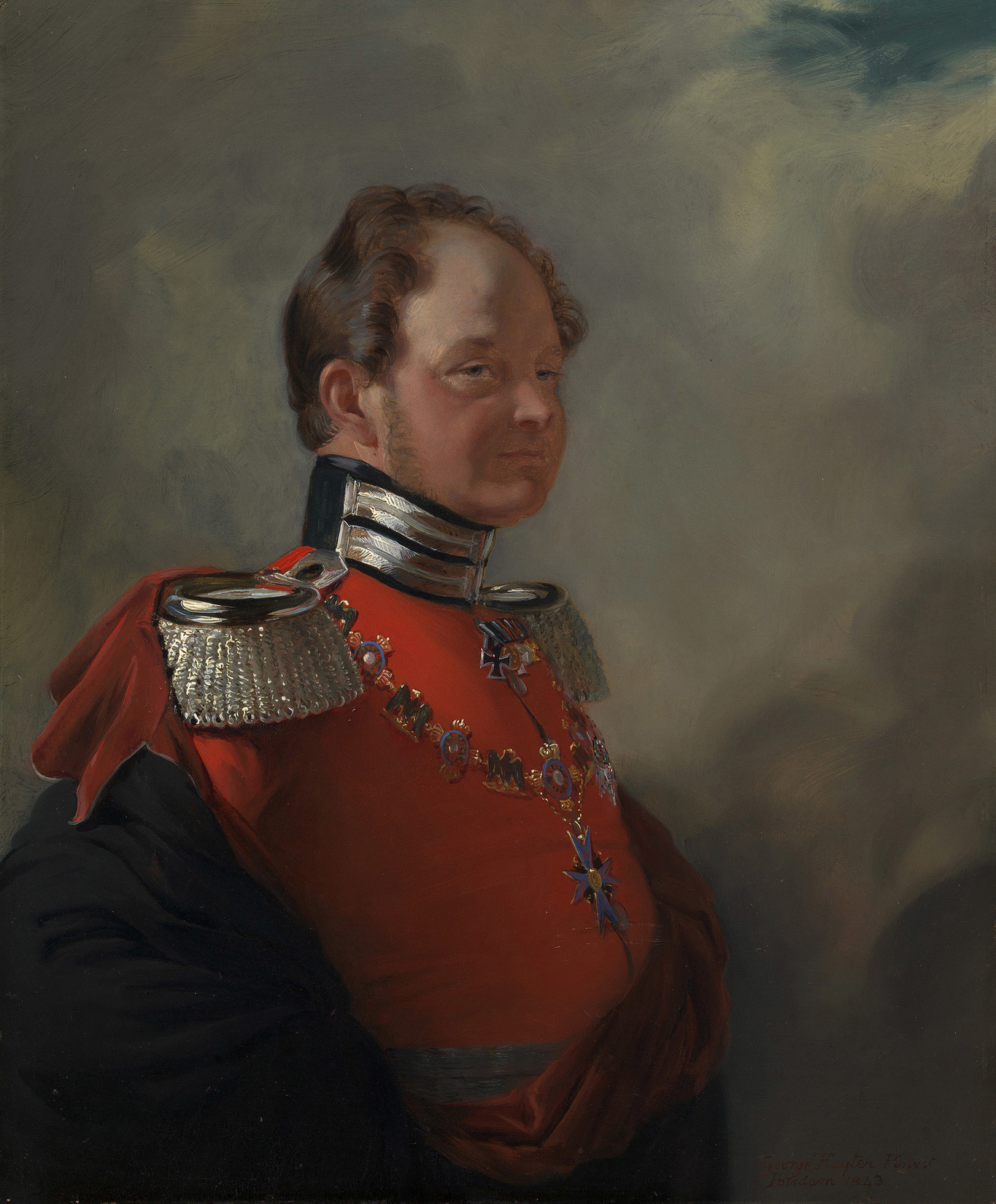
Chân dung Friedrich Wilhelm IV, của George Hayter, khoảng năm 1843

Là giải pháp thay thế cho các cơ quan lập pháp dân túy theo kiểu nghị viện, Friedrich Wilhelm IV tập trung sự chú ý của mình vào các Bất động sản Tỉnh, các cơ quan đại diện của tám tỉnh Phổ, được thành lập vào năm 1823. Năm 1847, ông triệu tập tất cả các đại diện của các nghị viện tỉnh Phổ đến Berlin. Ông đã chuẩn bị trao cho Nghị viện Thống nhất quyền thảo luận về việc tài trợ cho đường sắt, kênh đào và đường bộ - cụ thể là yêu cầu trái phiếu trị giá 25 triệu thaler để xây dựng tuyến đường sắt từ Berlin đến Königsberg. Ông không muốn đánh thuế mới hoặc vay vốn mà không có sự đồng ý của Nghị viện Thống nhất, hình dung rằng sự chấp thuận của họ sẽ không hạn chế quyền lực của ông mà còn củng cố quyền lực đó bằng cách loại bỏ các yêu cầu hiến pháp trong tương lai.
Trong bài phát biểu khai mạc, Friedrich Wilhelm nhắc lại rằng ông không muốn một "tờ giấy" chen vào giữa ông và người dân và thay thế "lòng trung thành thiêng liêng, cũ kỹ bằng nó". Ông nói với các đại biểu về những giới hạn mà ông thấy trong nhiệm vụ của họ: "... nhiệm vụ của các vị không phải là đại diện cho ý kiến, muốn đưa ý kiến của thời đại lên hàng đầu. ... Điều đó hoàn toàn không phải là của người Đức và, ngoài ra, hoàn toàn không thực tế."
Tuy nhiên, phần lớn các đại biểu không coi mình là đại diện cho các đẳng cấp mà là đại diện cho người dân Phổ. Vào ngày 20 tháng 4 năm 1847, quốc hội đã gửi một địa chỉ tới Nhà vua kêu gọi triệu tập thường kỳ. Họ viết rằng luật chỉ có hiệu lực khi có sự đồng ý của Quốc hội Thống nhất. Sự phân biệt đối xử dựa trên các đẳng cấp phải bị bãi bỏ và toàn thể công dân được bảo đảm sự bảo vệ hợp pháp chống lại các biện pháp tùy tiện của nhà nước. Họ kết luận rằng nếu các yêu cầu của họ không được đáp ứng, quốc hội sẽ buộc phải bác bỏ các kế hoạch chi tiêu của Nhà vua. Friedrich Wilhelm đã ngừng tham dự các phiên họp của quốc hội và vào ngày 26 tháng 6 năm 1847 đã giải tán Quốc hội Thống nhất.
Với sự thất bại của Quốc hội Thống nhất đầu tiên, chính phủ không chỉ mất khả năng hành động theo chính sách tài khóa – Đạo luật Nợ quốc gia Phổ tháng 1 năm 1820 quy định rằng chính phủ chỉ có thể gánh thêm nợ mới nếu được "các điền trang đế quốc" bảo lãnh vẫn có hiệu lực – mà còn phải đối mặt với sự nghi ngờ ngày càng tăng trong nội bộ Phổ về tính hợp pháp của trật tự nhà nước hiện tại.

### Cách mạng công nghiệp
Trong thời kỳ trị vì của Friedrich Wilhelm IV, vùng Ruhr, Silesia và Berlin dần phát triển thành các trung tâm công nghiệp hóa. Mặc dù có thái độ lạc hậu về mặt chính trị, Friedrich Wilhelm vẫn ủng hộ tiến bộ công nghệ do Cách mạng công nghiệp mang lại, đặc biệt là bằng cách sử dụng trái phiếu chính phủ để thúc đẩy mở rộng mạng lưới đường sắt. Tăng trưởng công nghiệp nhanh chóng đi kèm với căng thẳng xã hội mà Nhà vua không phản ứng bằng bất kỳ chính sách quan trọng nào ngoài việc quyên góp cho các hiệp hội xã hội tư nhân. Ví dụ, vào năm 1844, ông đã cung cấp cho Hiệp hội Phúc lợi của Giai cấp Công nhân 15.000 thalers. Năm sau, ông ban hành Bộ luật Công nghiệp Phổ chung bao gồm lệnh cấm đình công và án tù lên đến một năm đối với hành vi âm mưu khuyến khích đình công.

## Cách mạng 1848/1849
Bài viết chính: Các cuộc cách mạng Đức 1848–1849 và Các cuộc cách mạng năm 1848

### Đột phá
Việc lật đổ chế độ Quân chủ tháng Bảy của Pháp vào ngày 24 tháng 2 năm 1848 đã châm ngòi cho một phong trào cách mạng trên khắp châu Âu. Friedrich Wilhelm IV đã triệu tập một đại hội các quốc gia Đức sẽ họp tại Dresden vào ngày 25 tháng 3. Bằng cách thảo luận về cải cách Liên bang Đức, Nhà vua hy vọng sẽ xoa dịu được tình cảm cách mạng của người dân, nhưng trước khi ông có thể thực hiện các kế hoạch của mình, họ đã bị các sự kiện của cuộc cách mạng ở Berlin vượt qua.

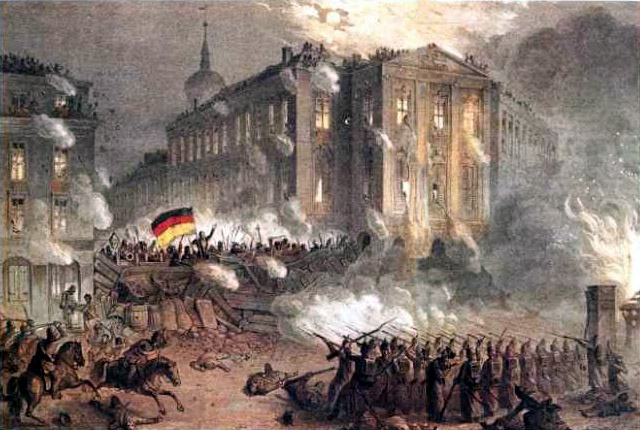
Bức tranh về trận chiến rào chắn ở Alexanderplatz, Berlin năm 1848, với lá cờ đen, đỏ và vàng của quân nổi loạn nổi bật ở phía sau

Tiếng chiến đấu có thể được nghe thấy trong Cung điện Berlin. Mặc dù trận chiến rào chắn Berlin là một trong những sự cố tốn kém nhất của Cách mạng tháng Ba, với 300 người biểu tình thương vong do quân đội Phổ gây ra, Nhà vua đã từ chối mọi trách nhiệm và thay vào đó, ông đã lan truyền báo cáo sai lệch về một âm mưu của nước ngoài trong bản tuyên ngôn 'Gửi những người Berlin thân yêu của tôi':  "Một băng đảng tội phạm, chủ yếu bao gồm người nước ngoài, ... đã trở thành tác giả ghê tởm của cuộc đổ máu."
Vào ngày 21 tháng 3 năm 1848, Nhà vua, hay đúng hơn là camarilla của ông, đã khởi xướng một sự thay đổi rõ ràng bằng cách đưa Friedrich Wilhelm IV lên làm người đứng đầu cuộc cách mạng, trong khi sự thật là ông không có đủ phương tiện để theo đuổi một chính sách độc lập với phong trào của công dân. Nhà vua tuyên bố rằng ông sẽ ủng hộ việc thành lập một quốc hội toàn Đức, một trong những yêu cầu chính của cuộc cách mạng. Vào ngày 21 tháng 3 năm 1848, ông cưỡi ngựa qua thành phố, đeo băng tay màu đen, đỏ và vàng – màu sắc của cuộc cách mạng – và có một sĩ quan mặc quần áo thường dân cầm một lá cờ có màu tương tự trước mặt ông. Nhà vua nhiều lần dừng lại để có những bài phát biểu ngẫu hứng nhằm khẳng định sự ủng hộ được cho là của ông đối với sự thống nhất của nước Đức.

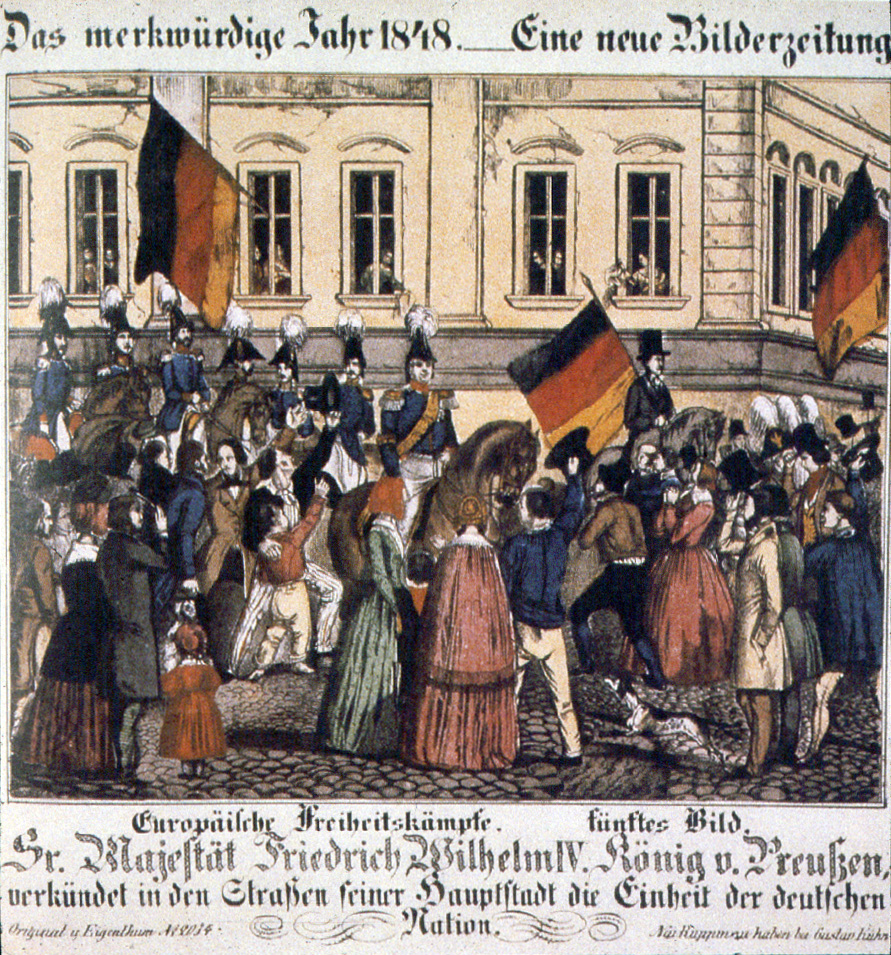
Friedrich Wilhelm IV cưỡi ngựa qua các đường phố Berlin vào ngày 21 tháng 3 năm 1848. Dòng chữ chú thích có nội dung "Bệ hạ Frederick William IV của Phổ trên các đường phố thủ đô tuyên bố sự thống nhất của quốc gia Đức".

Ngày hôm sau, ông bí mật viết thư cho em trai Wilhelm: "Hôm qua, trẫm đã phải tự nguyện kéo cờ của Đế chế lên để cứu vãn mọi thứ. Nếu canh bạc này thành công... trẫm sẽ hạ chúng xuống một lần nữa!"
Vào ngày 29 tháng 3 năm 1848, Friedrich Wilhelm đã bổ nhiệm một chính phủ tự do do Bộ trưởng Giám đốc Ludolf Camphausen và Bộ trưởng Tài chính David Hansemann lãnh đạo. Ngày hôm sau, Nhà vua thành lập một nội các thứ cấp bí mật, ministre occulte, để phản đối chính phủ của Camphausen. Nhóm lợi ích của triều đình, bao gồm Tướng Leopold von Gerlach, em trai ông là Ernst Ludwig von Gerlach và Bá tước Anton xứ Stolberg-Wernigerode, đã thuyết phục Nhà vua từ bỏ kế hoạch thoái vị ngắn hạn của mình. Otto von Bismarck, thủ tướng tương lai của một nước Đức thống nhất, đã tham gia nhóm vào cuối năm 1848.

### Quốc hội Phổ và Quốc hội Frankfurt
Quốc hội Thống nhất lần thứ hai do Friedrich Wilhelm triệu tập vào ngày 2 tháng 4 năm 1848 đã công bố cuộc bầu cử để thành lập Quốc hội Phổ, được triệu tập tại Berlin vào ngày 22 tháng 5. Friedrich Wilhelm IV đã đệ trình một dự thảo hiến pháp trong đó cán cân quyền lực tiếp tục ủng hộ vị thế thống trị của nhà vua trong nhà nước. Dự thảo quy định rằng quân đội và bộ máy quan liêu phải chịu trách nhiệm trước nhà vua chứ không phải Quốc hội. Dự thảo cũng nêu rõ quan điểm của ông rằng ông là "Vua do ân điển của Chúa" và hiến pháp chỉ đơn thuần là "thỏa thuận giữa vương quyền và nhân dân".
Vào đầu tháng 4, một cuộc họp tiền quốc hội quốc gia họp tại Frankfurt-am-Main đã quyết định hợp tác với Công ước Liên bang của Liên bang Đức để thành lập một hội đồng lập hiến quốc gia, nơi sẽ soạn thảo một hiến pháp mới cho Liên bang. Cuộc bầu cử đã được tổ chức vào ngày 1 tháng 5 năm 1848. Trong số 379 thành viên tham dự phiên họp đầu tiên của Quốc hội Frankfurt vào ngày 18 tháng 5, có 132 người đến từ Phổ.

## Phong trào phản cách mạng

### Kết thúc Quốc hội và hiến pháp áp đặt
Bài viết chính: Hiến pháp Phổ (1848) và Hiến pháp Phổ (1850)
Quốc hội Phổ đã bác bỏ dự thảo hiến pháp của chính quyền Camphausen vào ngày 20 tháng 6 năm 1848. Các lực lượng cánh tả sau đó bắt đầu khẳng định mình ngày càng rõ ràng hơn. Cụm từ "nhờ ơn Chúa" đã bị xóa khỏi dự thảo vào ngày 12 tháng 10, công khai đặt câu hỏi về quyền thiêng liêng của các vị vua. Sự chia rẽ với vương miện lên đến đỉnh điểm vào ngày 31 tháng 10 khi Quốc hội bãi bỏ chế độ quý tộc, danh hiệu và đặc quyền. Sau đó, Friedrich Wilhelm IV đã phát động một cuộc phản công chính trị. Vào ngày 1 tháng 11, ông bổ nhiệm chú mình là Friedrich Wilhelm xứ Brandenburg, người đến từ phe quân sự bảo thủ, làm bộ trưởng tổng thống Phổ. Không giống như các bộ trưởng tổng thống trước đây trong thời kỳ cách mạng, Brandenburg gần gũi với Nhà vua hơn là với Quốc hội. Quốc hội đã cử 25 đại biểu đến gặp Nhà vua vào ngày 2 tháng 11 để phản đối việc bổ nhiệm Brandenburg. Ông đã hủy buổi tiếp kiến sau khi các đại biểu đã đọc yêu cầu của họ.

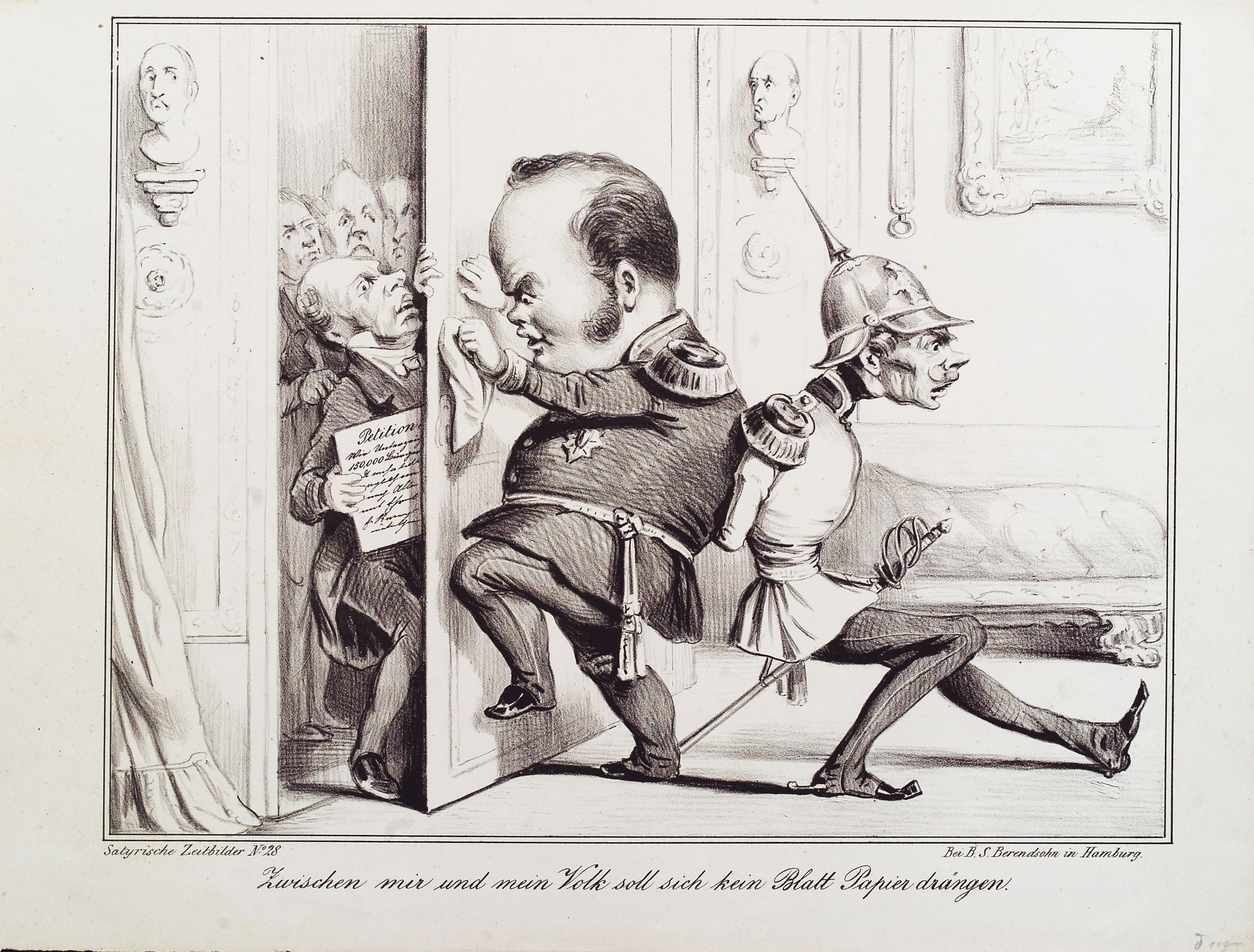
Tranh biếm họa về Friedrich Wilhelm IV, được Tướng von Wrangel giúp đỡ, phản đối yêu cầu của Quốc hội về một bản hiến pháp: "Không một tờ giấy nào có thể ngăn cách trẫm và nhân dân trẫm." Trích từ Satyrische Zeitbilder #28, 1848

Với lý do đưa Quốc hội ra khỏi áp lực của các đường phố Berlin, Nhà vua đã nói với các đại biểu rằng họ sẽ được chuyển đến Brandenburg an der Havel vào ngày 9 tháng 11 và hoãn lại cho đến ngày 27 tháng 11. Sau khi phần lớn từ chối tuân thủ, Nhà vua đã ra lệnh cho Tướng Friedrich von Wrangel diễu hành qua Cổng Brandenburg với 13.000 binh lính và sáu mươi khẩu súng. Việc Wrangel không gặp phải sự kháng cự nào một phần là do sự vỡ mộng của những người thợ thủ công và công nhân công nghiệp với cuộc cách mạng. Nó đã không làm gì để thay đổi khó khăn kinh tế của họ, dẫn đến các cuộc bạo loạn lẻ tẻ. Mặc dù tầng lớp trung lưu và thượng lưu thông cảm với những người lao động, nhưng họ không muốn có một cuộc đảo chính xã hội dữ dội và đứng về phía Nhà vua.
Vào ngày 5 tháng 12, Nhà vua giải tán Quốc hội Phổ và áp đặt Hiến pháp năm 1848. Mặc dù Friedrich Wilhelm IV đích thân phản đối ý tưởng đưa ra hiến pháp, nhưng phần lớn bộ trưởng của ông đã thúc giục ông thực hiện bước đi này để ngăn chặn các cuộc biểu tình bùng phát trở lại. Quốc hội Phổ đầu tiên sau đó đã sửa đổi hiến pháp với sự hợp tác của Nhà vua, và vào ngày 31 tháng 1 năm 1850, Hiến pháp năm 1850 đã được ban hành. Quốc hội có hai viện - một thượng viện quý tộc và một hạ viện do tất cả nam giới Phổ trên 25 tuổi bầu ra bằng cách sử dụng quyền bầu cử ba giai cấp có trọng số phiếu bầu dựa trên số tiền thuế đã nộp, kết quả là những người giàu có có ảnh hưởng lớn hơn nhiều so với những người nghèo. Hiến pháp dành cho nhà vua quyền bổ nhiệm tất cả các bộ trưởng, tái lập các hội đồng quận bảo thủ và nghị viện ở các tỉnh và đảm bảo rằng công chức và quân đội vẫn nằm dưới sự kiểm soát chặt chẽ của nhà vua. Nó cũng chứa một số yếu tố tự do như tòa án bồi thẩm đoàn và danh mục các quyền cơ bản bao gồm quyền tự do tôn giáo, ngôn luận và báo chí. Đây là một hệ thống tự do hơn so với hệ thống đã tồn tại ở Phổ trước năm 1848, nhưng vẫn là một hình thức chính phủ bảo thủ trong đó quốc vương, tầng lớp quý tộc và quân đội nắm giữ phần lớn quyền lực. Hiến pháp năm 1850 vẫn có hiệu lực, với nhiều sửa đổi, cho đến khi vương quốc Phổ giải thể vào năm 1918.

### Từ chối danh hiệu đế quốc
Hoàng đế Franz Joseph I của Áo đã tuyên bố rõ ràng vào tháng 11 năm 1848 rằng ông sẽ không chấp nhận danh hiệu "Hoàng đế của người Đức" từ Quốc hội Frankfurt vì Hiến pháp Frankfurt sẽ yêu cầu Áo nói tiếng Đức phải có hiến pháp, chính phủ và chính quyền riêng biệt với phần còn lại của Đế chế. Vào ngày 28 tháng 3 năm 1849, Quốc hội đã bầu Friedrich Wilhelm IV làm Hoàng đế của người Đức, nhưng ông đã từ chối ngai vàng. Trong một lá thư gửi cho một người bạn tâm giao, ông viết: "Tôi có thể gọi Chúa làm chứng rằng tôi không muốn điều đó, vì lý do đơn giản là Áo khi đó sẽ tách khỏi Đức."

Việc loại trừ Áo sẽ phá hỏng tầm nhìn của Friedrich Wilhelm IV về sự đổi mới Đế chế La Mã Thần thánh của Quốc gia Đức, nơi Áo đã là một phần trong nhiều thế kỷ. Việc chấp nhận phẩm giá của đế quốc cũng có nghĩa là một sự khinh miệt chính sách đối ngoại công khai đối với Áo và có thể đã gây ra một cuộc chiến tranh. Thậm chí quan trọng hơn là thực tế là, theo ý kiến của Nhà vua, phẩm giá của đế quốc chỉ có thể được trao bởi các hoàng tử hoặc một nhóm cử tri, như đã từng xảy ra cho đến năm 1806. Là một đại diện cho nguyên tắc hợp pháp của chế độ quân chủ, ông ghét ý tưởng đơn phương nắm quyền lực sẽ vi phạm các quyền lịch sử của các quốc vương Đức khác. Hơn nữa, vương miện do đại diện của người dân trao tặng cũng không thể chấp nhận được đối với Friedrich Wilhelm, người có hình ảnh tự thân theo chế độ quân chủ dựa trên ý tưởng truyền thống về quyền thiêng liêng và người đã bác bỏ ý tưởng về chủ quyền của nhân dân. Trong một lá thư ngày 13 tháng 12 năm 1848, Friedrich Wilhelm đã tuyên bố với đại sứ Phổ tại Anh, Christian Charles Josias von Bunsen:
Một chiếc vòng tưởng tượng như vậy [vương miện] được làm từ đất và cỏ dại – một vị vua hợp pháp của Phổ có nên hài lòng với nó không? [...] Tôi nói thẳng với bạn: Nếu vương miện ngàn năm tuổi của quốc gia Đức, vốn đã ngủ yên trong 42 năm, được trao tặng một lần nữa, thì chính tôi và những người giống tôi sẽ trao tặng nó.

### Liên minh Erfurt
Bài viết chính: Liên minh Erfurt

Tháng 3/tháng 4 năm 1850: các nhà nước có đại biểu được bầu vào Nghị viện Erfurt (màu vàng), các nhà nước là một phần của Liên minh Bốn Vua (màu đỏ sẫm)

Vua Frederick Augustus II của Saxony đã kích động một cuộc nổi loạn ở Dresden vào tháng 5 năm 1849 bằng cách từ chối chấp nhận Hiến pháp Frankfurt. Ông đã viết một lá thư cho vua Phổ thúc giục ông dập tắt cuộc nổi loạn bằng vũ lực. Vào ngày 5 tháng 5 năm 1849, Friedrich Wilhelm đã gửi quân đội Phổ đến Dresden dưới quyền của Đại tá Friedrich von Waldersee, người đã giành quyền kiểm soát thành phố vào ngày 9 tháng 5. Bảy trăm người cách mạng đã bị bắt làm tù binh và 250 người đã thiệt mạng trong cuộc giao tranh. Việc đàn áp cuộc nổi loạn ở Saxony đã củng cố vị thế đàm phán của Phổ trong nỗ lực thành lập một nhà nước liên bang Đức thống nhất của các hoàng tử dưới sự lãnh đạo của Phổ.
Cơ sở cho sự hợp nhất là Liên minh Ba Vua vào ngày 26 tháng 5 năm 1849 giữa Phổ, Vương quốc Saxony và Vương quốc Hanover. Ba quốc vương đã cam kết trong thời hạn một năm sẽ cùng nhau thực hiện một hiến pháp đế quốc bảo thủ dựa trên hệ thống bầu cử ba giai cấp của Phổ. Tuy nhiên, Ernst August I của Hanover và Friedrich August II của Saxony chỉ nghe theo yêu cầu của nhà vua trong khi nước Áo chuyên chế đang bận rộn với các cuộc nổi loạn ở Hungary.
Vì tám nhà nước Đức riêng lẻ, bao gồm Vương quốc Bavaria và Vương quốc Württemberg, không tham gia vào Liên minh Erfurt ngay từ đầu, nên Friedrich Wilhelm IV bắt đầu mất hứng thú với dự án này. Đến mùa đông năm 1849, Vương quốc Hanover và Saxony cũng đã rút lại sự đồng ý của họ.
Ngược lại với Phổ, Áo muốn khôi phục Liên bang Đức và phản đối các kế hoạch Liên minh Erfurt của Phổ. Saxony, Hanover, Bavaria và Württemberg đứng về phía Áo trong Liên minh Bốn Vua. Với sự hậu thuẫn của những người bảo thủ phản đối Liên minh Erfurt trong chính phủ Phổ, Áo đã có thể hồi sinh Liên bang Đức, vốn đã không hoạt động kể từ các cuộc cách mạng năm 1848. Trong Dấu chấm câu của Olmütz, Phổ tuyên bố sẵn sàng quay trở lại Liên bang Đức mà không cần Áo đảm bảo quyền bình đẳng hợp pháp trong việc lãnh đạo Liên bang.

## Các sự kiện chính trị khác
Ngoài cuộc cách mạng năm 1848 và vấn đề hiến pháp chi phối triều đại của Friedrich Wilhelm IV, còn có một số sự kiện chính trị đáng chú ý khác trong thời gian ông lên ngôi:

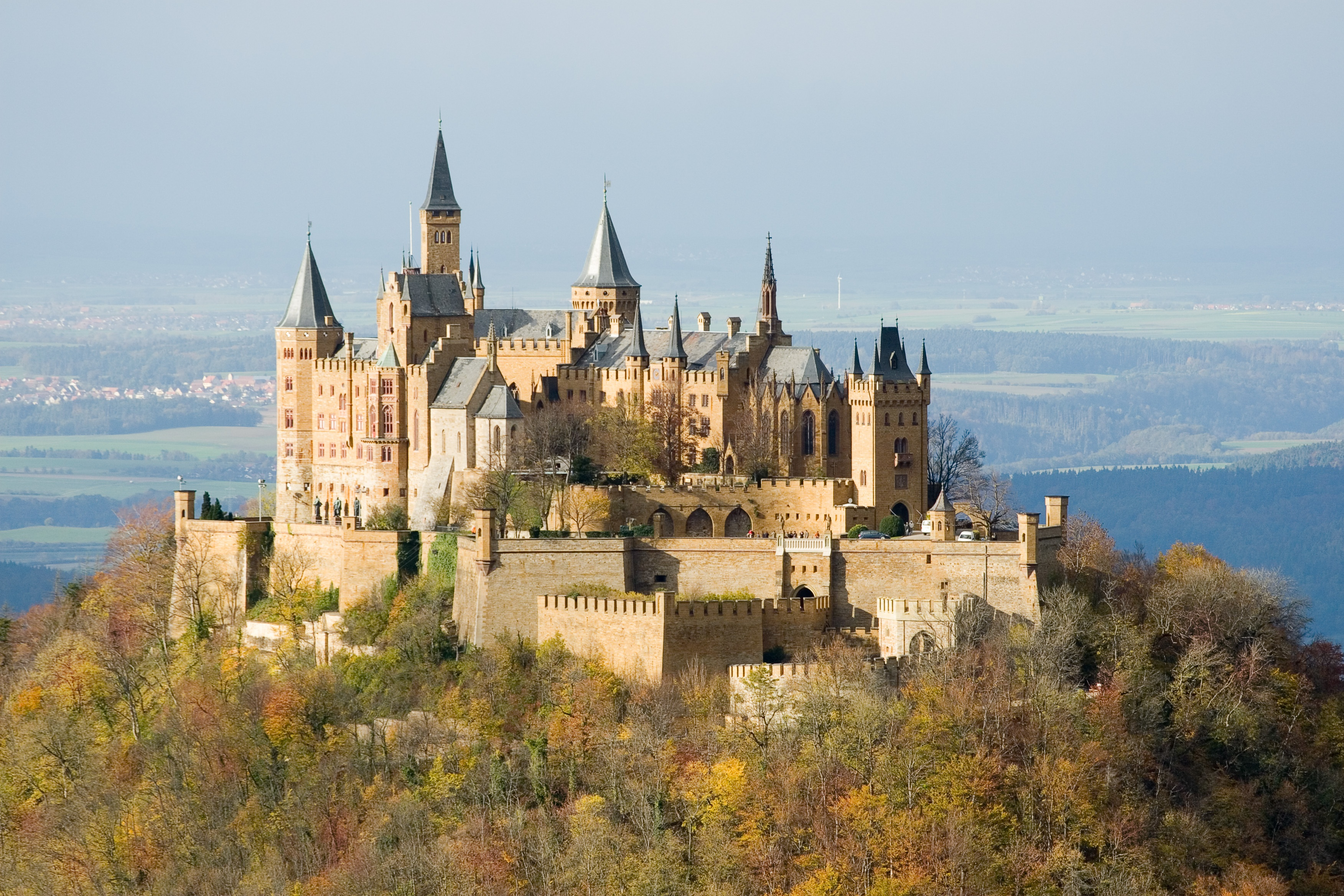
Lâu đài Hohenzollern ở Tỉnh Hohenzollern. Việc xây dựng lâu đài này từ năm 1846 đến năm 1867 được bắt đầu bởi Friedrich Wilhelm IV trên địa điểm của hai lâu đài trước đó của gia đình.

- Cuộc khủng hoảng vùng Rhine năm 1840 nổ ra khi Thủ tướng Pháp Adolphe Thiers yêu cầu khôi phục sông Rhine làm biên giới phía đông của Pháp. Cuộc khủng hoảng ngoại giao sau đó đã khơi dậy chủ nghĩa dân tộc Đức và khiến Liên bang Đức cải thiện khả năng phòng thủ ở phía tây. Căng thẳng kết thúc khi Thiers từ chức.
- Chiến tranh Schleswig lần thứ nhất năm 1848 là cuộc xung đột giữa quân đội Đức và Đan Mạch giành quyền kiểm soát Schleswig và Holstein. Phổ dẫn quân vào Đan Mạch nhưng phải rút lui dưới áp lực từ các cường quốc châu Âu.
- Tỉnh Hohenzollern ở miền nam nước Đức, quê hương tổ tiên của dòng họ Hohenzollern, được thành lập và sáp nhập vào Phổ năm 1850.
- Trong Hiệp ước Jade năm 1853, Phổ, cho đến lúc đó chỉ có thể tiếp cận biển qua biển Baltic, đã mua đất ở Biển Bắc, nơi thành phố Wilhelmshaven được xây dựng.
- Khủng hoảng Neuchâtel (1856–1857) là cuộc tranh chấp về quyền kiểm soát Công quốc Neuchâtel trong Liên bang Thụy Sĩ dẫn đến việc Phổ nhượng lại yêu sách lịch sử của mình.

## Cuối đời

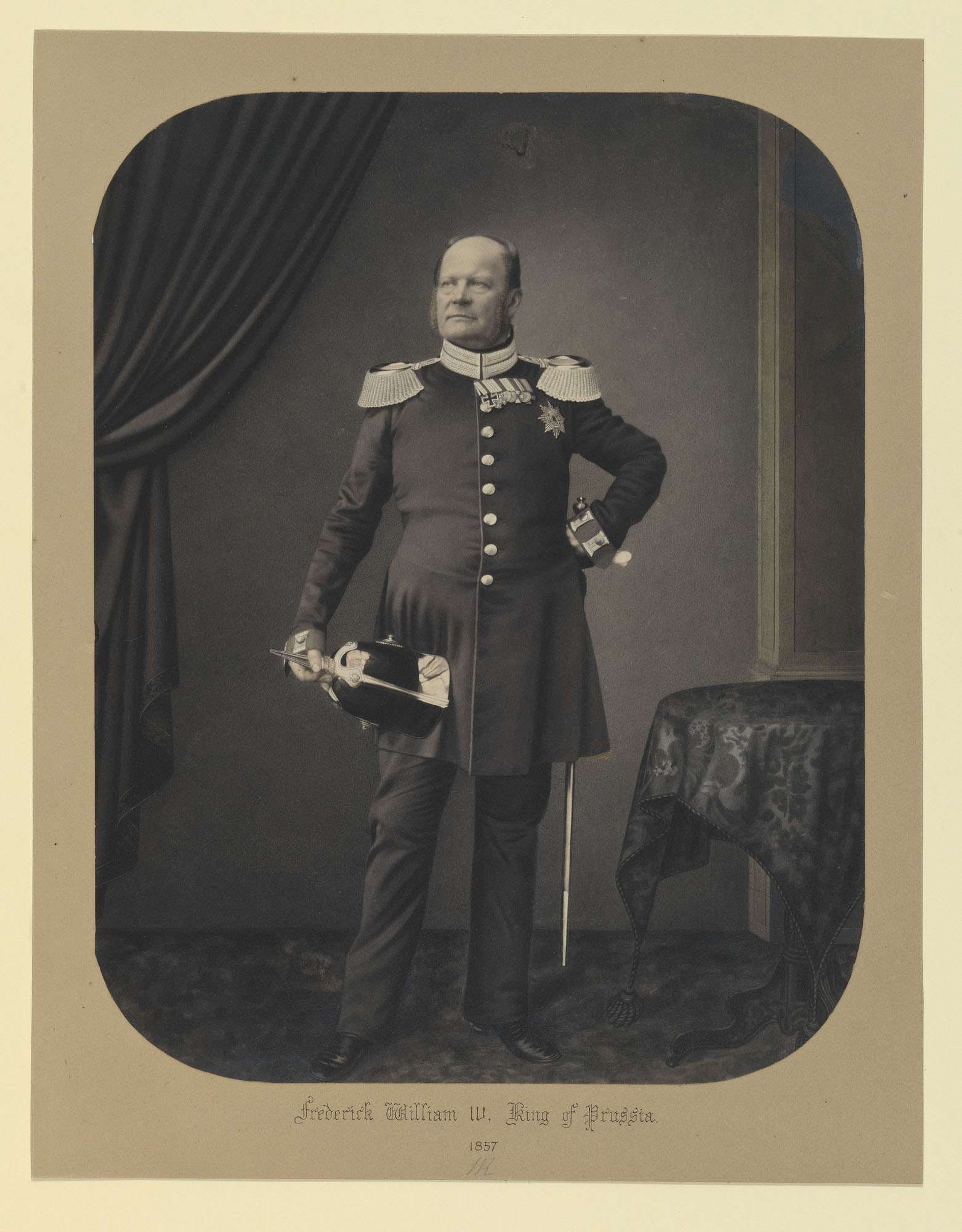
Ảnh chụp Friedrich Wilhelm IV, khoảng năm 1857

Trong những năm cuối đời, Nhà vua mắc phải một căn bệnh nghiêm trọng, các triệu chứng của căn bệnh này, theo quan điểm của kiến thức y khoa thời đó, có vẻ là một "bệnh tâm thần". Theo kiến thức y khoa hiện tại, Friedrich Wilhelm mắc phải "bệnh mạch máu não", một "xơ vữa động mạch não", "không thể được mô tả là một bệnh tâm thần". Có khả năng là những bất thường về tâm lý đã xảy ra trước khi ông bị đột quỵ, khiến ông hầu như không thể thực hiện các chức vụ chính phủ của mình.
Các cơn đột quỵ, bắt đầu vào ngày 14 tháng 7 năm 1857, đã ảnh hưởng đến trung tâm ngôn ngữ của ông. Sau khi nhiệm kỳ của Thái tử Wilhelm với tư cách là đại diện cho Nhà vua được gia hạn ba lần, Friedrich Wilhelm đau yếu đã ký một hiến chương nhiếp chính cho ông vào ngày 7 tháng 10 năm 1858, dựa trên ý kiến chuyên môn từ các bác sĩ riêng của hoàng gia. Hiến chương bao gồm khả năng chính thức được tiếp tục các nhiệm vụ chính thức.
Việc ký kết Hiến chương Nhiếp chính báo hiệu Kỷ nguyên mới ở Phổ, đánh dấu sự kết thúc của ý tưởng về chính phủ của Friedrich Wilhelm IV. Hoàng tử Nhiếp chính Wilhelm đã sa thải bộ trưởng phản động Otto von Manteuffel và chiêu mộ Karl Anton von Hohenzollern-Sigmaringen từ phe tự do-dân tộc chủ nghĩa. Ông cũng sa thải các cận thần từng thuộc về camarilla của Friedrich Wilhelm IV.

### Qua đời và chôn cất

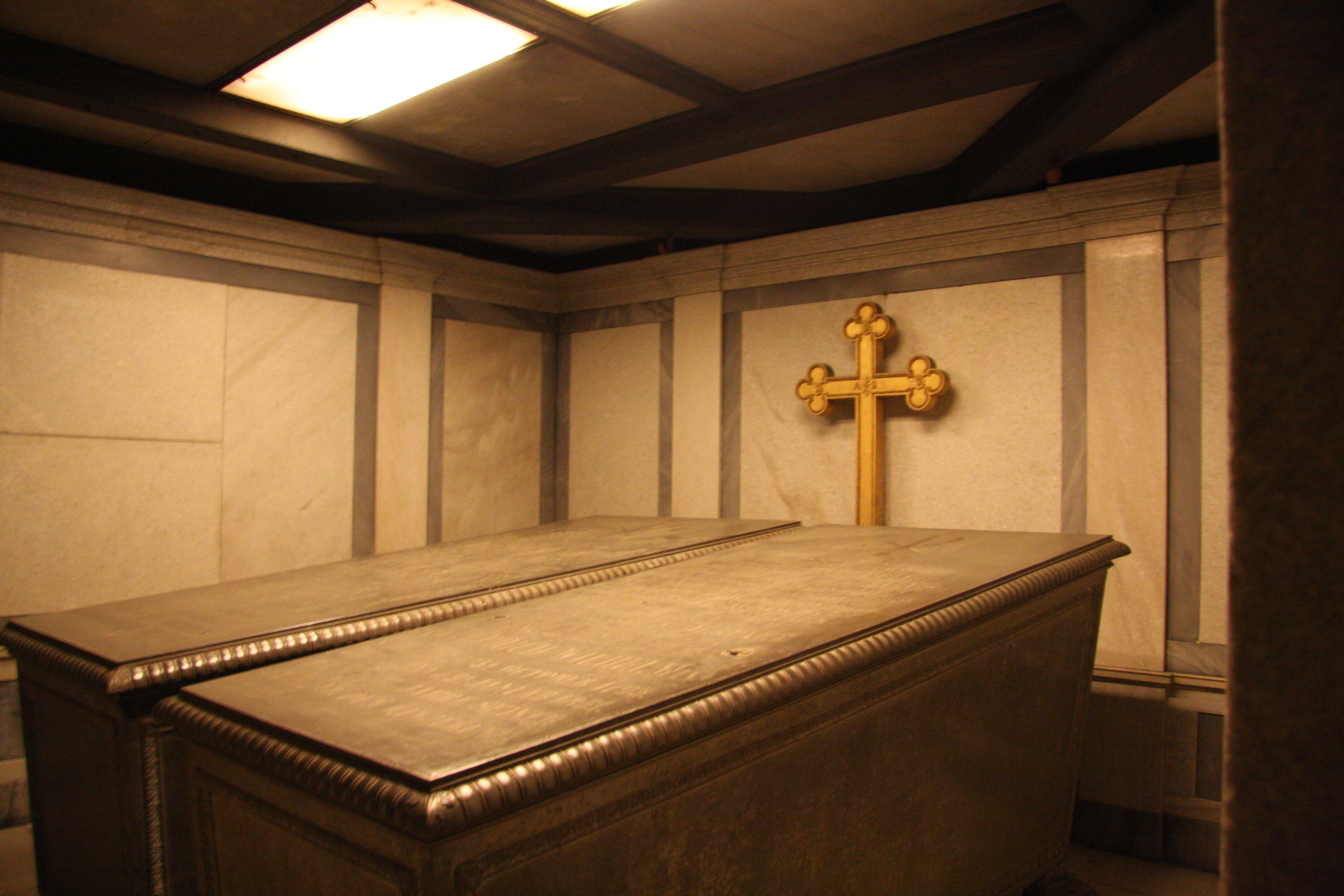
Hầm mộ chứa quan tài của Friedrich Wilhelm IV và vợ ông là Elisabeth tại Nhà thờ Hòa bình, Công viên Sanssouci ở Potsdam

Ngày 24 tháng 11 năm 1859, nhà vua bị đột quỵ khiến nửa người bên trái bị liệt. Vì không thể di chuyển được nữa nên triều đình vẫn ở Sanssouci. Ngày 4 tháng 11 năm 1860, ông bất tỉnh sau một cơn đột quỵ khác, và ngày 2 tháng 1 năm 1861, ông qua đời. Theo chỉ dẫn trong di chúc của mình từ năm 1854, nhà vua được chôn cất tại Friedenskirche ở Potsdam sau khi tim của ông được lấy ra và chôn cất riêng bên cạnh cha mẹ ông trong lăng mộ ở Công viên Cung điện Charlottenburg.